# Florian Orth
Florian Orth (* 24. Juli 1989 in Schwalmstadt) ist ein deutscher Leichtathlet, der mehrfacher Deutscher Meister im 1500-Meter-Lauf, mit der 3-mal-1000-Meter-Staffel und im Crosslauf wurde.

## Leben
Orth belegte im Juniorenrennen der Crosslauf-Europameisterschaften 2007 in Toro den 13. Platz und bei den Crosslauf-Europameisterschaften 2008 in Brüssel den neunten Platz. Bei den Juniorenweltmeisterschaften 2008 in Bydgoszcz schied er im 1500-Meter-Lauf in der Vorrunde aus. Über dieselbe Distanz wurde er 2010 Deutscher Juniorenmeister. Bei den Crosslauf-Europameisterschaften 2010 in Albufeira belegte er in der Altersklasse U23 den zehnten Rang.
2011 schlug Orth bei den Deutschen Hallenmeisterschaften in Leipzig überraschend die Favoriten Carsten Schlangen und Christoph Lohse über 1500 Meter. Damit qualifizierte er sich für die Halleneuropameisterschaften in Paris. Bei seiner ersten Teilnahme an internationalen Meisterschaften im Erwachsenenbereich konnte er sich allerdings nicht für das Finale qualifizieren.
Bei den Deutschen Meisterschaften 2012 in Bochum-Wattenscheid holte er mit 3:43,71 min den Meistertitel vor Carsten Schlangen. Bei den Europameisterschaften in Helsinki erreichte er nach einem Sturz den elften Platz.
Den Meistertitel bei den Deutschen Hallenmeisterschaften 2013 in Dortmund sicherte sich Orth nach einem starken Endspurt in der Helmut-Körnig-Halle. Orth verwies mit 3:41,00 min den für die LG Eintracht Frankfurt startenden Homiyu Tesfaye auf den zweiten Platz. Eine Woche darauf verpasste er bei den Halleneuropameisterschaften in Göteborg um zwei Zehntelsekunden den Endlauf. Eine weitere Woche später wurde er in Dornstetten Deutscher Crosslauf-Meister auf der Mittelstrecke (4,3 km).
Das Jahr 2014 begann für Orth mit dem zweiten Platz über 1500 Meter bei den Deutschen Hallenmeisterschaften in Leipzig. Zwei Wochen später verteidigte er in Löningen den Titel des Deutschen Crosslauf-Meisters auf der Mittelstrecke. Bei den Deutschen Meisterschaften in Ulm wurde er Vierter im 1500-Meter-Lauf. Über dieselbe Distanz belegte er bei den Europameisterschaften in Zürich Platz zehn.
Der 1,81 m große und 64 kg schwere Florian Orth startete für den ESV Jahn Treysa und seit 2010 für die LG Telis Finanz Regensburg und wird von Klaus Bornmann trainiert. Er arbeitet als Zahnarzt Teilzeit in der Praxis seiner Eltern in Schwalmstadt. Seit März 2017 ist er mit der Mittel- und Langstreckenläuferin Maren Orth (geb. Kock) verheiratet.
Orth lief im Dezember 2019 sein Halbmarathondebüt und siegte beim Nikolauslauf Tübingen.

## Bestleistungen
- 1500 m: 3:34,54 min, 5. Juli 2014, Oordegem
  - Halle: 3:39,97 min, 2. Februar 2013, Karlsruhe
- 3000 m: 7:44,65 min, 7. September 2014, Rieti
  - Halle: 7:49,48 min, 31. Januar 2015, Karlsruhe (Messehalle)
- 5000 m: 13:23,67 min, 29. Mai 2016, Oordegem
- Halbmarathon: 1:07:30 h, 8. Dezember 2019, Nikolauslauf Tübingen